# Havnunik
Havnunik va ser un districte de la província de l'Airarat, a Armènia. Era el territori de la família de nakharark anomenada Havnuní, que sembla que eren una branca dels Camsaracans.
Limitava al nord amb el Vanand, a l'est amb l'Arxarunik, a l'oest amb l'Abekhiank i el Bassèn i al sud amb el Gabelianq. El centre de poder del territori era la fortalesa d'Awnik.